# ترکیب‌های کربونیل غیراشباع آلفا-بتا

ساختار کلی ترکیب‌های کربونیل غیراشباع

ترکیب‌های کربونیل غیراشباع α، β عبارت است از ترکیب‌های آلی با ساختار کلی {\displaystyle (O{=}CR){-}C^{\alpha }{=}C^{\beta }{-}R} مانند اِنون‌ها و اِنال‌ها. در این ترکیب‌ها یک گروه کربونیل با یک آلکن مزدوج می‌شود (به همین دلیل عبارت سیرنشده یا غیراشباع به کار رفت) برخلاف کربونیل‌هایی که یک گروه آلکن جانبی دارند، ترکیب‌های کربونیل غیراشباع آلفا، بتا، مستعد حمله به کربن بتا توسط هسته‌دوست‌ها هستند. از جمله کربونیل‌های غیراشباع می‌توان به اکرولین (پروپنال)، مسیتیل اکسید، اکریلیک اسید و مالئیک اسید اشاره کرد. کربونیل‌های غیراشباع را می‌توان در آزمایشگاه با یک واکنش آلدول در واکنش پرکین تهیه کرد.

## انواع

Parent α,β-Unsaturated Carbonyls
متیل وینیل کتون، ساده‌ترین کتون غیراشباع α،β
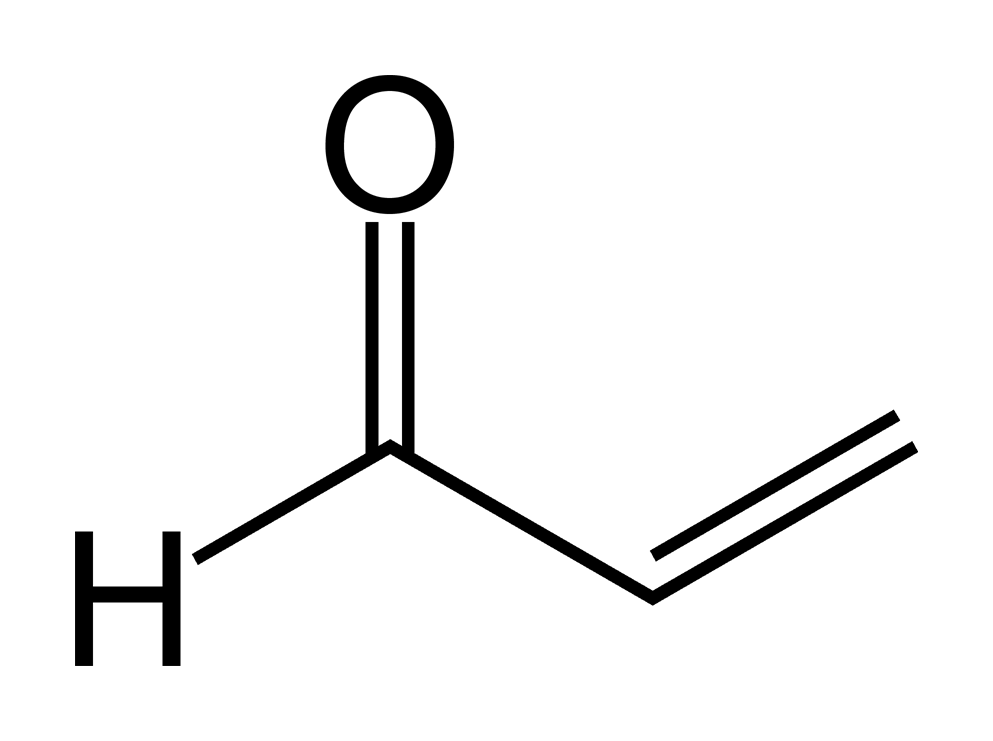
اکرولین، ساده‌ترین آلدهید غیراشباع α،β
متیل اکریلات، یک اِستر غیراشباع α،β
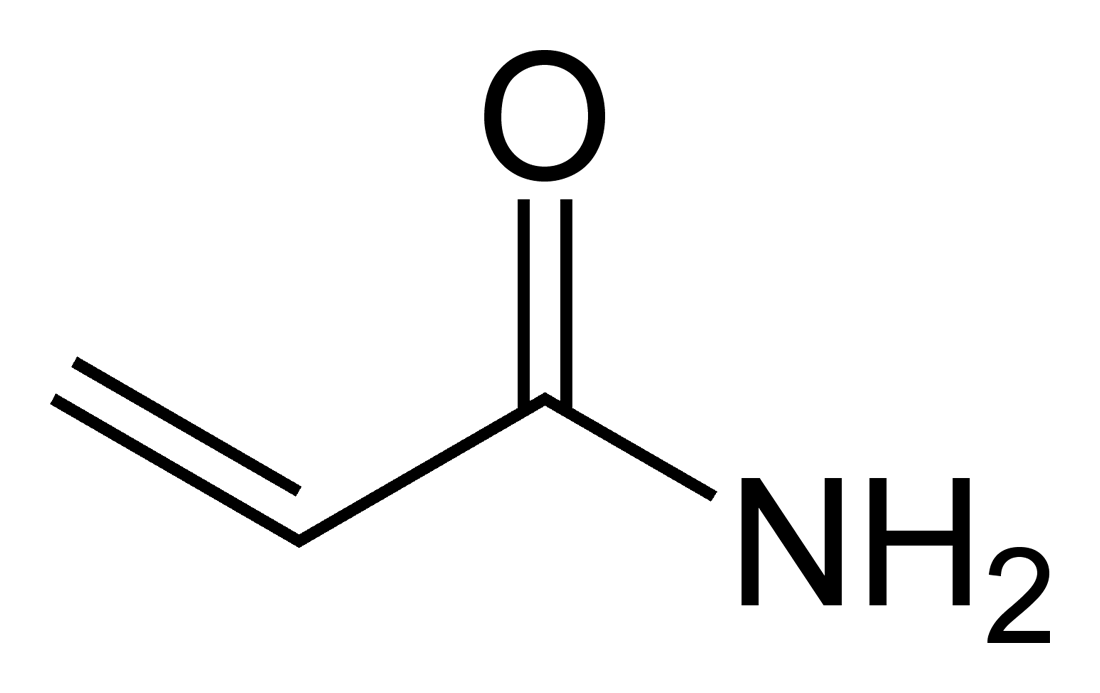
آکریل‌آمید، پیش‌ماده برای پلی‌اکریل‌آمید
مالئیک اسید، یک دی-کربونیل غیراشباع α،β
فوماریک اسید، ایزومتریک با مالئیک اسید
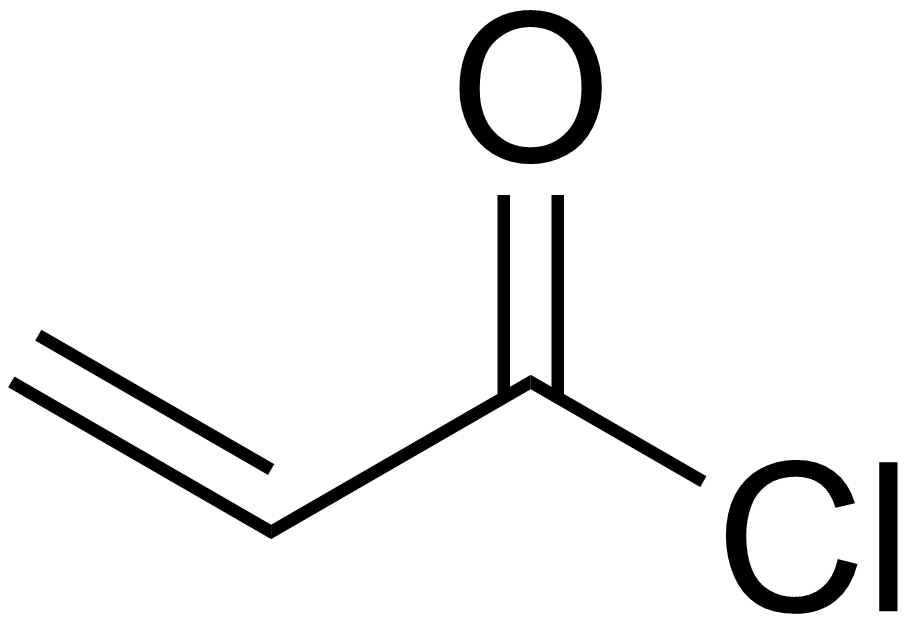
Acryloyl chloride

### اِنون
یک انون نوعی کربونیل غیراشباع آلفا بتا است که از یک آلکن مزدوج شده با کتون ساخته شده. ساده‌ترین انون، متیل وینیل کتون است (بوتنون، CH2=CHCOCH3) انون‌ها معمولاً با استفاده از تراکم آلدولی یا تراکم نووناگل تولید می‌شوند. برخی از انون‌هایی که به صورت تجاری از تراکم استون تولید می‌شوند عبارتند از مسیتیل اکسید و فورون و ایزوفورون.

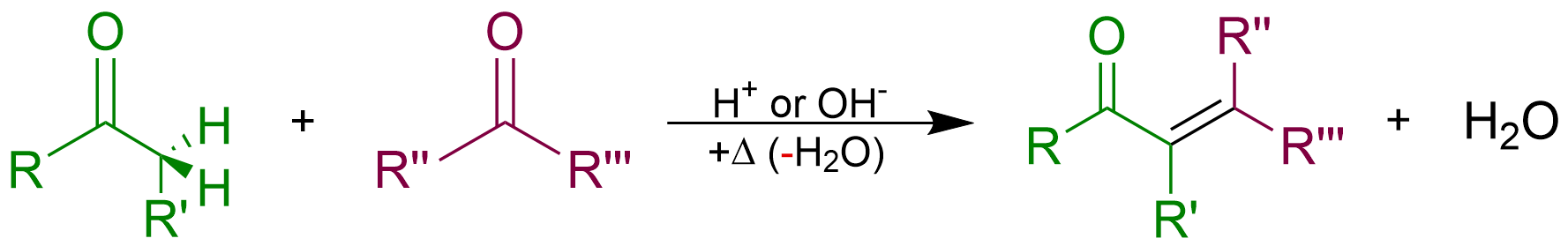
واکنش کلی برای یک تراکم آلدولی میان دو ترکیب کربونیل.

### اِنال
یک انال گونه ای از کربونیل غیراشباع آلفا، بتا است که از آلکن مزدوج شده با آلدئید ساخته شده‌است. ساده‌ترین انال، اکرولین (CH2=CHCHO) است. دیگر نمونه‌های انال عبارتند از سیس-۳-هگزنال (بوی چمن زده شده) و سینامالدهید (بوی دارچین).

دیگر کربونیل‌های آلفا، بتا
ائی-کروتون‌آلدهید، انالی که به عنوان ایزومر وجود دارد.
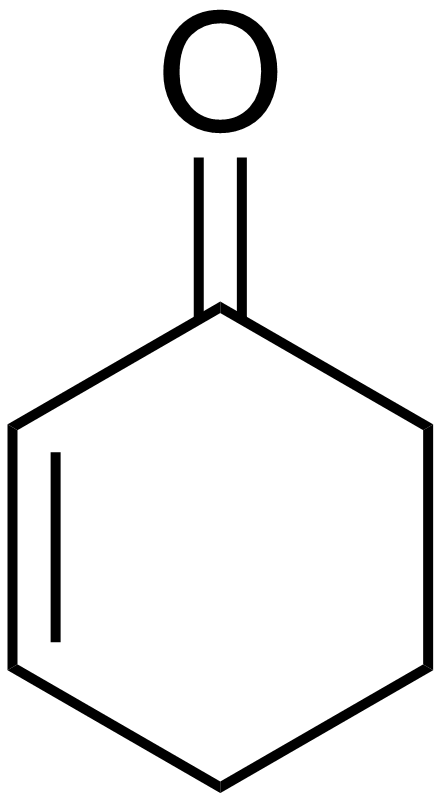
سیکلوهگزنون
تستوسترون، هورمون مردانه
سینامالدهید، بوی دارچین
۱٬۴-بنزوکینون، یک کربونیل الکترون دوست غیراشباع آلفا بتا
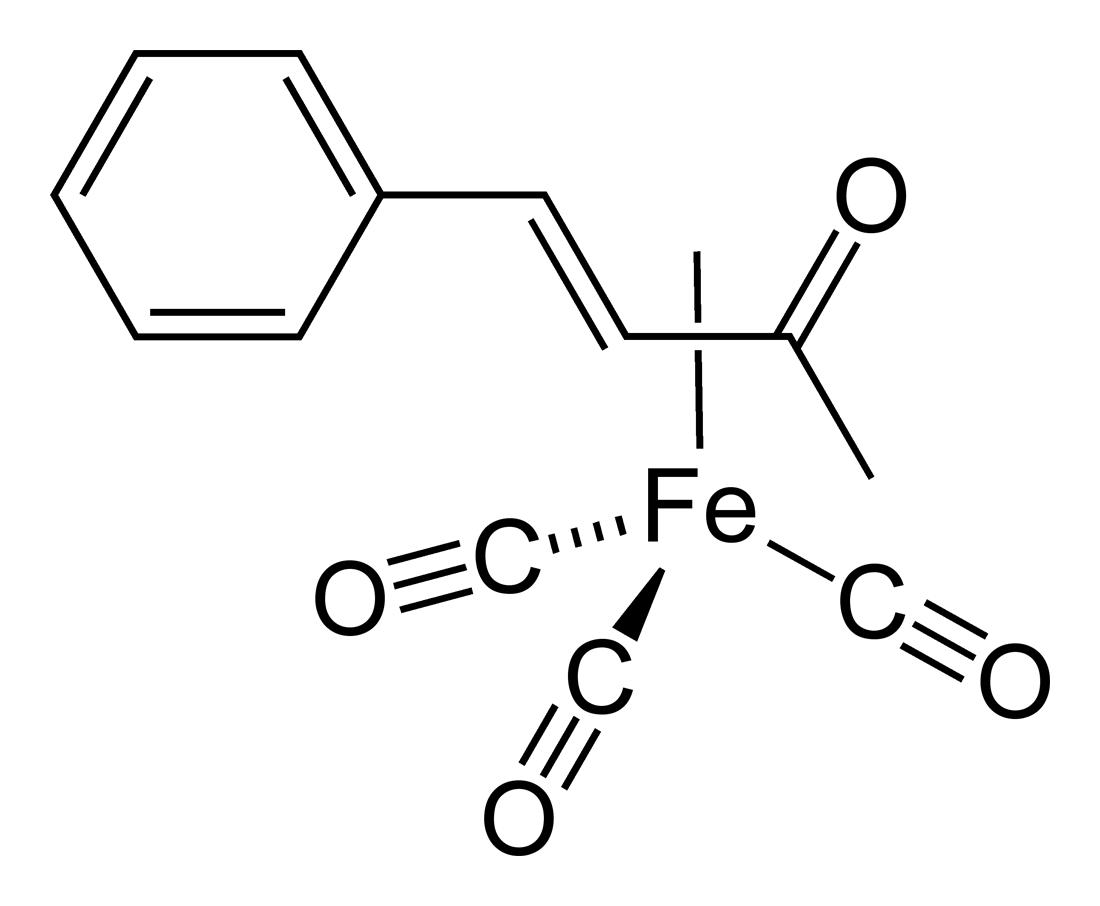
انون کمپلکس آهن-تری کربونیل
کوادراتیک اسید